# Lastpak
Lastpak is een Nederlandse film uit 2001, geregisseerd door Frans van de Staak. 

## Verhaal
De film gaat over een acteur die ook in het dagelijkse leven voortdurend acteert. Zijn vrouw kan zijn nabijheid niet langer verdragen en verbreekt hun relatie. De man gaat op reis en belandt in een bouwvallig huisje op het platteland. Zijn buurvrouw en diens dochtertje blijken al snel een nieuw publiek voor de acteur. 